# Meridiano 35 oeste
El meridiano 35 oeste de Greenwich es una línea de longitud que se extiende desde el Polo Norte atravesando el Océano Ártico, Groenlandia, el Océano Atlántico, América del Sur, el Océano Antártico y la Antártida hasta el Polo Sur.
El meridiano 35 oeste forma un gran círculo con el meridiano 145 este.

## De Polo a Polo
Comenzando en el Polo Norte y dirigiéndose hacia el Polo Sur, el meridiano 35 oeste pasa a través de:
| Coordenadas                       | País, territorio o mar | Notas |
| --------------------------------- | ---------------------- | --- |
| 90°0′N 35°0′O / 90.000, -35.000   | Océano Ártico          | |
| 83°34′N 35°0′O / 83.567, -35.000  | Groenlandia            | |
| 66°17′N 35°0′O / 66.283, -35.000  | Océano Atlántico       | |
| 6°22′S 35°0′O / -6.367, -35.000   | Brasil                 | Rio Grande do Norte — durante unos 16 km Paraíba — desde 6°31′S 35°0′O / -6.517, -35.000, la parte más al este de América del Sur Pernambuco — desde 7°28′S 35°0′O / -7.467, -35.000 |
| 8°31′S 35°0′O / -8.517, -35.000   | Océano Atlántico       | Pasando al oeste de Clerke Rocks, Islas Georgias del Sur y Sandwich del Sur (en 55°1′S 34°43′O / -55.017, -34.717)                                                                   |
| 60°0′S 35°0′O / -60.000, -35.000  | Océano Antártico       | |
| 77°34′S 35°0′O / -77.567, -35.000 | Antártida              | Territorio reclamado por Argentina y Reino Unido) |